# كارمين دولوريس
كارمين دولوريس (بالإنجليزية: Carmen Dolores)‏ (11 مارس 1852، ريو دي جانيرو في البرازيل - 16 أغسطس 1910، ريو دي جانيرو في البرازيل)؛ صحفية، كاتِبة وروائية برازيلية.